# Кавалезе
Кавалезе (итал. Cavalese) — коммуна в Италии, располагается в провинции Тренто области Трентино-Альто-Адидже, центр территориального сообщества Валь-ди-Фьемме.
По данным Национального института статистики, на 01.01.2023 года, население коммуны составляло 4028 человека, плотность населения ─ 88,77 чел./км². Занимает площадь 45 км². Почтовый индекс — 38033. Телефонный код — 0462.
Покровителем населённого пункта считается святой Себастьян. Праздник ежегодно празднуется 20 января.